# Malla (Bolivia)
Malla è un comune (municipio in spagnolo) della Bolivia nella provincia di Loayza (dipartimento di La Paz) con 5.761 abitanti (dato 2010).

## Cantoni
Il comune è suddiviso in 3 cantoni (popolazione 2001):
- Coque - 520 abitanti
- Malla - 2.920 abitanti
- Rodeo - 293 abitanti